# Gare de Vitebsk (Biélorussie)
La gare de Vitsebsk (en biélorusse : Віцебск (станцыя)) est la gare ferroviaire située à Vitebsk, en Biélorussie.

## Situation ferroviaire

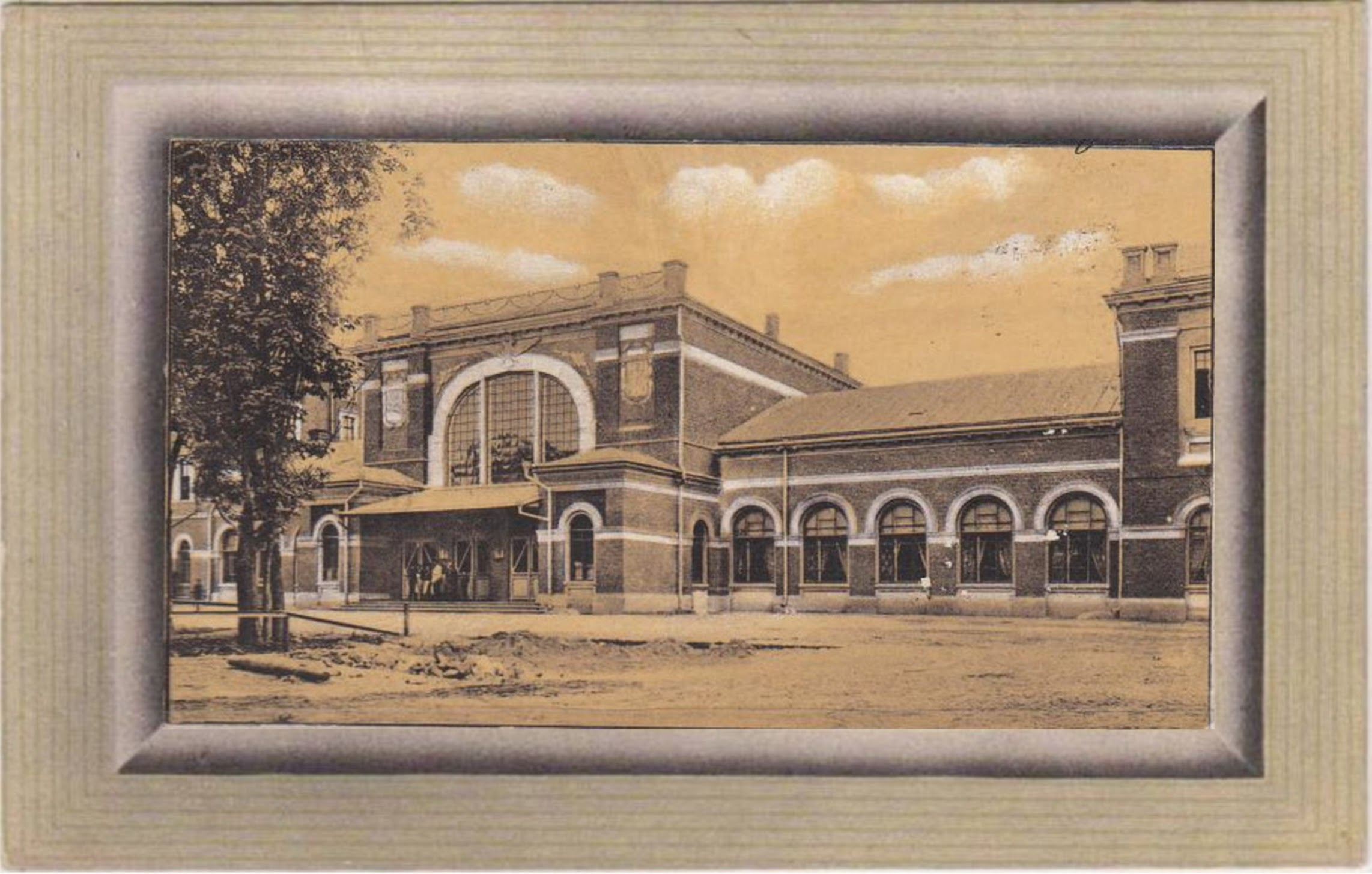
En 1906.
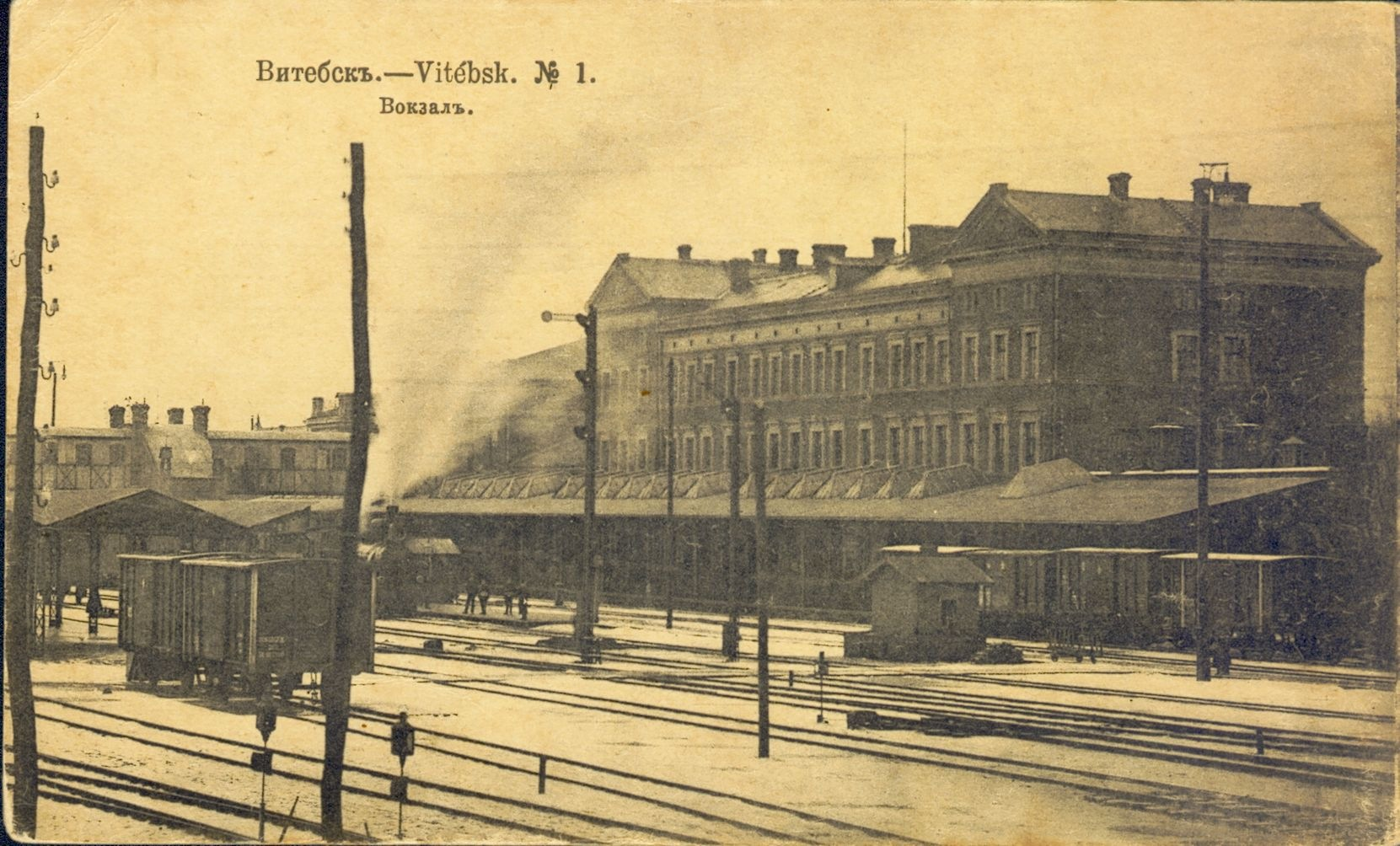
Les voies en 1912.

## Histoire
La gare est mentionnée en 1866 par le chemin de fer Dinabourg-Vitebsk avec un bâtiment à trois étages. 
Au début du XXe siècle, la ligne va jusqu’à st-Petersbourg.

## Service des voyageurs
La gare a été détruite lors de la Seconde Guerre mondiale, son bâtiment principal n'a été reconstruit qu'en 1952.

### Desserte

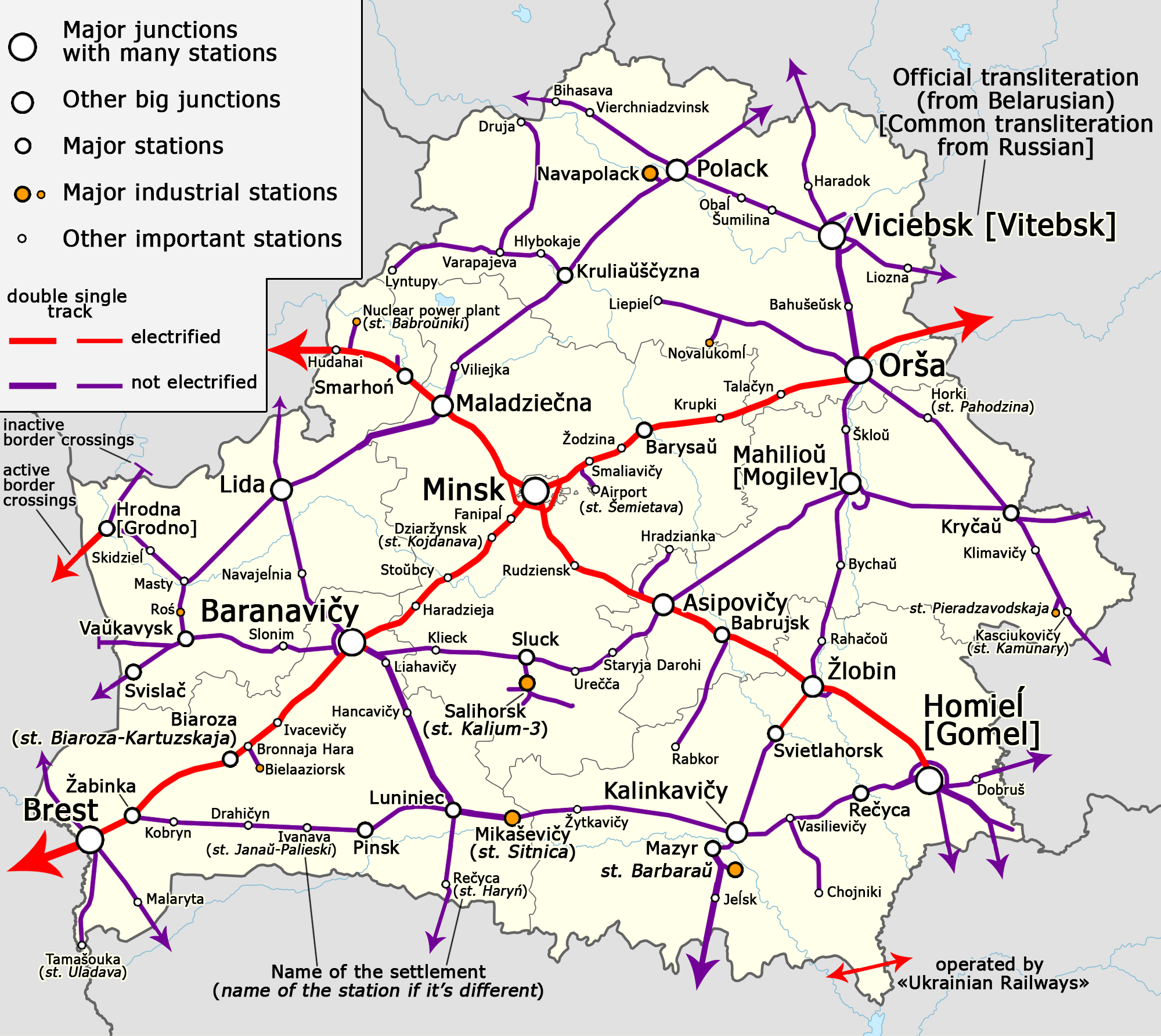
Le réseau ferroviaire.